# Heterophasia melanoleuca
La sibia dorsinegra (Heterophasia melanoleuca) es una especie de ave paseriforme de la familia Leiothrichidae propia de Asia.

## Distribución y hábitat
Se la encuentra en China, Myanmar y Tailandia. Su hábitat natural son los bosques montanos húmedos subtropicales.